# Комунизам
Комунизам (лат. communis) је лева социополитичка, филозофска и економска идеологија унутар социјалистичког покрета, чији је циљ стварање комунистичког друштва, социоекономског поретка усредсређеног на заједничко власништво над средствима за производњу, дистрибуцију и размену који додељује производе свима у друштву на основу потреба. Комунистичко друштво би подразумевало одсуство приватне својине и друштвених класа, а на крају и новца и државе (или националне државе).
Комунисти често траже добровољну државу самоуправе, али се не слажу око средстава за постизање тог циља. Ово одражава разлику између либералнијег социјалистичког приступа комунизацији, револуционарне спонтаности и радничког самоуправљања, и ауторитарнијег авангардног или комунистичког партијског приступа кроз развој социјалистичке државе, након чега следи одумирање државе. Као једна од главних идеологија на политичком спектру, комунизам је стављен на левицу поред социјализма, а комунистичке партије и покрети су описани као радикално леви или крајње леви.
Варијанте комунизма су се развијале кроз историју, укључујући анархистички комунизам, марксистичке школе мишљења и религијски комунизам, између осталог. Комунизам обухвата различите школе мишљења, које углавном укључују марксизам, лењинизам и слободарски комунизам, као и политичке идеологије груписане око њих. Све ове различите идеологије генерално деле анализу да тренутни поредак друштва потиче од капитализма, његовог економског система и начина производње, да у овом систему постоје две главне друштвене класе, као и да је однос између ове две класе експлоататорски и да се ова ситуација може коначно решити само социјалном револуцијом. Две класе су пролетаријат, који чини већину становништва у друштву и мора продати своју радну снагу да би преживео и буржоазија, мањина која остварује профит од запошљавања радничке класе кроз приватно власништво над средствима за производњу. Према овој анализи, комунистичка револуција би довела радничку класу на власт, и заузврат успоставила заједничко власништво над имовином, примарни елемент у трансформацији друштва ка комунистичком начину производње.
Комунизам у свом модерном облику израстао је из социјалистичког покрета у Европи 19. века, који је кривио капитализам за беду радника у градским фабрикама. У 20. веку, на власт је дошло неколико наводно комунистичких влада које су се залагале за марксизам-лењинизам и његове варијанте, прво у Совјетском Савезу с Октобарском револуцијом 1917, а затим у деловима источне Европе, Азије и неколико других региона после Другог светског рата. Као један од многих типова социјализма, комунизам је постао доминантна политичка тенденција, заједно са социјалдемократијом, у оквиру међународног социјалистичког покрета почетком 1920-их.
Током већег дела 20. века, око једне трећине светског становништва живело је под комунистичким владама. Ове владе, које су критиковали други левичари и социјалисти, карактерише једнопартијска владавина комунистичке партије, одбацивање приватне својине и капитализма, државна контрола економске активности и масовних медија, ограничења слободе вероисповести и потискивање опозиције и неслагања. Распадом Совјетског Савеза 1991. године, неколико претходних комунистичких влада одбацило је или у потпуности укинуло комунистичку власт. После је остао само мали број номинално комунистичких влада, од којих су: Кина, Куба, Лаос, Северна Кореја и Вијетнам. С изузетком Северне Кореје, све ове државе су почеле да дозвољавају већу економску конкуренцију уз задржавање једнопартијске владавине. Пад комунизма крајем 20. века приписује се инхерентној неефикасности комунистичких економија и општем тренду комунистичких влада ка ауторитаризму и бирократији.
Док је појава Совјетског Савеза као прве номинално комунистичке државе у свету довела до широко распрострањеног повезивања комунизма са совјетским економским моделом, неколико научника тврди да је у пракси модел функционисао као облик државног капитализма. Јавно сећање на комунистичке државе 20. века описано је као бојно поље између антикомунизма и анти антикомунизма. Многи аутори су писали о масовним убиствима под комунистичким режимима и стопама смртности, као што је смртност у Совјетском Савезу под Јосифом Стаљином, које остају контроверзне, поларизоване и дебатне теме у академској заједници, историографији и политици када се расправља о комунизму и наслеђу комунистичких држава.

## Етимологија и терминологија
Комунизам потиче од француске речи communisme, комбинација речи латинског корена communis (што буквално значи заједнички) и суфикс isme (чин, пракса или процес чињења нечега). Семантички, communis се може превести на „за заједницу или за заједницу“, док је isme суфикс који указује на апстракцију у стање, стање, акцију или доктрину. Комунизам се може тумачити као „стање постојања заједнице или за заједницу“; ова семантичка конституција довела је до бројних употреба речи у њеној еволуцији. Пре него што је постао повезан са својом модернијом концепцијом економске и политичке организације, првобитно је коришћен за означавање различитих друштвених ситуација. Комунизам се првенствено повезивао са марксизмом, најконкретније оличеним у Комунистичком манифесту, који је предложио одређену врсту комунизма.
Једна од првих употреба те речи у њеном модерном смислу је у писму које је Виктор д'Упеј послао Николасу Рестифу де ла Бретону око 1785. године, у којем д'Упеј описује себе као ауторског комунисту („комунистички аутор“). Године 1793. Рестиф је први пут употребио комунизам да опише друштвени поредак заснован на егалитаризму и заједничком власништву над имовином. Рестиф је често користио овај термин у свом писању и био је први који је описао комунизам као облик владавине. Џон Гудвин Бармби је заслужан за прву употребу комунизма на енглеском, око 1840.

### Комунизам и социјализам
Од 1840-их, комунизам се обично разликује од социјализма. Модерна дефиниција и употреба овог другог ће бити успостављена до 1860-их, постајући доминантна над алтернативним терминима асоцијацијационизам односно фуријеризам, кооперативизам и мутуализам, који су се раније користили као синоними; уместо тога, комунизам је изашао из употребе током овог периода.
Рана разлика између комунизма и социјализма била је у томе што је овај други имао за циљ само социјализацију производње, док је први имао за циљ социјализацију производње и потрошње (у облику заједничког приступа финалним добрима). Ова разлика се може уочити у Марксовом комунизму, где је дистрибуција производа заснована на принципу „сваком према његовим потребама“, за разлику од социјалистичког принципа „свакоме према његовом доприносу“. Социјализам је описан као филозофија која тражи дистрибутивну правду, а комунизам као подскуп социјализма који преферира економску једнакост као свој облик дистрибутивне правде.
До 1888. марксисти су користили социјализам уместо комунизма, који се сматрао старомодним синонимом за први. Тек 1917. године, са Октобарском револуцијом, социјализам је почео да означава посебну фазу између капитализма и комунизма, коју је увео Владимир Лењин као средство за одбрану бољшевичког преузимања власти од традиционалне марксистичке критике да производне снаге Русије нису довољно развијене за социјалистичку револуцију. Разлика између комуниста и социјалиста као дескриптора политичких идеологија настала је 1918. након што се Руска социјалдемократска радничка партија преименовала у Комунистичку партију Совјетског Савеза, где се комунисти посебно односе на социјалисте који су подржавали политику и теорије бољшевизма, лењинизма, а касније 1920-их година марксизма-лењинизма, иако су комунистичке партије наставиле да себе описују као социјалисте посвећене социјализму.
И комунизам и социјализам су се на крају ускладили са културним односом присталица и противника према религији. У европском хришћанству се веровало да је комунизам атеистички начин живота. У протестантској Енглеској, комунизам је био превише фонетски сличан римокатоличком обреду причешћа, па су се енглески атеисти означавали као социјалисти. Фридрих Енгелс је изјавио да је 1848. године, у време када је Комунистички манифест први пут објављен, социјализам је био респектабилан на континенту, док комунизам није; Овенити у Енглеској и фуријести у Француској сматрани су угледним социјалистима, док су покрети радничке класе који су „прокламовали неопходност тоталне друштвене промене“ себе означавали као комунисте. Ова друга грана социјализма произвела је комунистичко дело Етјена Кабеа у Француској и Вилхелма Вајтлинга у Немачкој. Док су либералне демократе на Револуције из 1848. гледале као на демократску револуцију, која је на дуге стазе обезбедила слободу, једнакост и братство, марксисти су 1848. осудили као издају идеала радничке класе од стране буржоазије која је равнодушна према легитимним захтевима пролетеријата.
Према Оксфордском приручнику Карла Маркса, „Маркс је користио многе термине за означавање посткапиталистичког друштва — позитивни хуманизам, социјализам, комунизам, царство слободне индивидуалности, слободно удруживање произвођача, итд. Користио је ове термине потпуно наизменично. Појам да су 'социјализам' и 'комунизам' различите историјске фазе је страно његовом раду и ушао је у лексикон марксизма тек након његове смрти. Како пише Енциклопедија Британика, „како се тачно комунизам разликује од социјализма дуго је било предмет дебате, али разлика углавном почива на привржености комуниста револуционарном социјализму Карла Маркса“.

### Повезана употреба и комунистичке државе
У Сједињеним Државама, комунизам се широко користи као пејоративни израз као део црвеног страха, слично као и социјализам, и углавном у вези са ауторитарним социјализмом и комунистичким државама. Појава Совјетског Савеза као прве номинално комунистичке државе на свету довела је до широко распрострањене повезаности овог термина са марксизмом-лењинизмом и моделом економског планирања совјетског типа. У свом есеју "Критиковање нацизма и комунизма", Мартин Малија дефинише категорију „генеричког комунизма“ као било који покрет комунистичке политичке партије предвођен интелектуалцима; овај кровни термин омогућава груписање различитих режима као што су радикални совјетски индустријализам и анти-урбанизам Црвених Кмера. Према речима Александра Далина, идеја да се групишу различите земље, као што су Авганистан и Мађарска, нема адекватно објашњење.
Док западни историчари, политиколози и новински медији користе термин комунистичка држава за означавање земаља којима владају комунистичке партије, ове социјалистичке државе саме себе нису описале као комунистичке нити су тврдиле да су постигле комунизам; називале су се социјалистичком државом која је у процесу изградње комунизма. Изрази које користе комунистичке државе укључују национално-демократске, народно-демократске, социјалистички оријентисане, као и радничке и сељачке државе.

## Историја комунизма

### Рани комунизам
Према Ричарду Пајпсу, идеја о бескласном, егалитарном друштву први пут се појавила у старој Грчкој. Од 20. века, у овом контексту се испитује Стари Рим, као и мислиоци као што су Аристотел, Цицерон, Демостен, Платон и Тацит. Платон је, посебно, сматран могућим комунистичким или социјалистичким теоретичаром, или као први аутор који је озбиљно размотрио комунизам. Маздак покрет из 5. века у Персији (данашњи Иран) описан је као комунистички јер је довео у питање огромне привилегије племићких класа и свештенства, критиковао институцију приватне својине и настојао да створи егалитарно друштво. У једном или другом тренутку постојале су разне мале комунистичке заједнице, углавном под инспирацијом верских текстова.
У средњовековној хришћанској цркви, неке монашке заједнице и верски редови су делили своју земљу и другу имовину. Секте које су сматране јеретичким, као што су Валдензи, проповедале су рани облик хришћанског комунизма. Као што су резимирали историчари Јанзен Род и Макс Стентон, Хутерити су веровали у стриктно поштовање библијских принципа, црквену дисциплину и практиковали један облик комунизма. По њиховим речима, Хутерити су „успоставили у својим заједницама ригорозан систем Орднунген, који су били кодекси правила и прописа који су регулисали све аспекте живота и обезбеђивали јединствену перспективу. Као економски систем, комунизам је био привлачан многим сељацима који су подржавао социјалну револуцију у централној Европи у шеснаестом веку“. Ова веза је истакнута у једном од раних списа Карла Маркса; Маркс је рекао да је „Христос посредник коме човек растерећује своје божанство, све своје религиозне везе, па је држава посредник на који он преноси сво своје безбожништво, сву своју људску слободу“. Томас Минцер је предводио велики анабаптистички комунистички покрет током Немачког сељачког рата, ког је Фридрих Енгелс анализирао у свом делу Сељачки рат у Немачкој из 1850. године. Марксистички комунистички етос који тежи јединству одражава хришћанско универзалистичко учење да је човечанство једно и да постоји само један бог који не прави разлику међу људима.
Комунистичка мисао се такође води до дела енглеског писца из 16. века Томаса Мора. У својој расправи из 1516. под насловом Утопија, Мор је приказао друштво засновано на заједничком власништву над имовином, чији су владари њиме управљали применом разума и врлине. Марксистички комунистички теоретичар Карл Кауцки, који је популаризовао марксистички комунизам у западној Европи више од било ког другог мислиоца сем Енгелса, објавио је дело Томас Мор и његова Утопија, чије се идеје могу сматрати „предгледом модерног социјализма“ према Кауцком. Током Октобарске револуције у Русији, Владимир Лењин је предложио да се Мору, поред других важних западних мислилаца, посвети споменик.
У 17. веку, комунистичка мисао се поново појавила у Енглеској, где је пуританска верска група позната као Дигери заговарала укидање приватног власништва над земљом. У свом Кромвелу и комунизму из 1895. Едуард Бернштајн је изјавио да је неколико група током Енглеског грађанског рата (посебно Дигери) заступало јасне комунистичке, аграристичке идеале и да је став Оливера Кромвела према овим групама био у најбољем случају амбивалентан и често непријатељски. Критика идеје приватне својине наставила се у доба просветитељства 18. века кроз мислиоце као што су Габријел Боно де Мабли, Жан Мелије, Етјен-Габријел Морели и Жан-Жак Русо у Француској. Током преокрета Француске револуције, комунизам се појавио као политичка доктрина под покровитељством Франсоа Ноела Бабефа, Николаса Рестифа де ла Бретона и Силвена Марешала, који се сви могу сматрати родоначелницима модерног комунизма, према Џејмсу Х. Билингтону.
Почетком 19. века, различити друштвени реформатори су основали заједнице засноване на заједничком власништву. За разлику од многих претходних комунистичких заједница, они су верски нагласак заменили рационалном и филантропском основом. Међу њима су били познати Роберт Овен, који је основао Њу Хармони у Индијани 1825. и Чарлс Фурије, чији су следбеници организовали друга насеља у Сједињеним Државама, као што је Брук Фарм 1841. У свом модерном облику, комунизам је израстао из социјалистичког покрета у Европи 19. века. Како је индустријска револуција напредовала, социјалистички критичари кривили су капитализам за беду пролетаријата — нове класе градских фабричких радника који су радили у често опасним условима. Најважнији међу овим критичарима били су Маркс и његов сарадник Енгелс. Године 1848, Маркс и Енгелс су понудили нову дефиницију комунизма и популаризовали тај термин у свом чувеном памфлету Комунистички манифест.

### Револуционарни талас 1917–1923
Октобарска револуција у Русији је 1917. године поставила услове за успон на државну власт бољшевика Владимира Лењина, што је био први пут да је нека комунистичка партија дошла до те позиције. Револуција је пренела власт на Сверуски конгрес Совјета у којем су бољшевици имали већину. Догађај је изазвао велику практичну и теоријску дебату унутар марксистичког покрета, пошто је Маркс изјавио да ће социјализам и комунизам бити изграђени на темељима које је поставио најнапреднији капиталистички развој; међутим, Руско царство је било једна од најсиромашнијих земаља у Европи са огромним, углавном неписменим сељаштвом и мањим бројем индустријских радника. Маркс је упозорио на покушаје „да трансформишем своју историјску скицу настанка капитализма у Западној Европи у историјско-филозофску теорију arche générale коју је судбина наметнула сваком народу, без обзира на историјске околности у којима се налазио“, и навео да би Русија можда могла да прескочи фазу буржоаске владавине преко Обшчине.
Умерени мењшевици (мањина) супротставили су се Лењиновом плану бољшевика (већина) за социјалистичку револуцију пре него што је капиталистички начин производње био боље развијен. Успешан успон бољшевика на власт био је заснован на паролама као што су „Мир, хлеб и земља“, који су укључивали огромну јавну жељу за окончањем руског учешћа у Првом светском рату, захтев сељака за земљишном реформом и народна подршка Совјетима. Лењинова влада је такође увела низ прогресивних мера као што су опште образовање, здравствена заштита и једнака права жена.
До новембра 1917, руска привремена влада је била широко дискредитована својим неуспехом да се повуче из Првог светског рата, спроведе земљишну реформу или сазове руску Уставотворну скупштину ради израде устава, остављајући совјетима де факто контролу над земљом. Бољшевици су прешли да предају власт Другом сверуском конгресу совјета радничких и војничких посланика у Октобарској револуцији; након неколико недеља разматрања, леви есери су формирали коалициону владу са бољшевицима од новембра 1917. до јула 1918. године, док је десничарска фракција социјалистичке револуционарне партије бојкотовала совјете и осудила Октобарску револуцију као илегални државни удар. На изборима за Уставотворну скупштину Русије 1917. године, социјалистичке партије су имале више од 70% гласова. Бољшевици су били јасни победници у урбаним центрима и узели су око две трећине гласова војника на Западном фронту, добивши 23,3% гласова; социјалистички револуционари су завршили на првом месту захваљујући подршци руралног сељаштва земље, који су већином гласали за једно питање, а то је питање земљишне реформе, са 37,6%, док је украјински социјалистички блок завршио на далеком трећем месту са 12,7% и мењшевици су освојили разочаравајуће четврто место са 3,0%.
Већина посланичких места Социјалистичке револуционарне партије припала је десничарској фракцији. Позивајући се на застареле бирачке спискове, који нису признавали партијски расцеп, и сукобе скупштине са Конгресом Совјета, бољшевичко-леви есерови су у јануару 1918. године покренули распуштање Уставотворне скупштине. Нацрт уредбе о распуштању Уставотворну скупштину издао је Централни извршни комитет Совјетског Савеза, комитет којим је доминирао Лењин, који је раније подржавао вишепартијски систем слободних избора. После бољшевичког пораза, Лењин је почео да говори о скупштини као о „обмањујућем облику буржоаско-демократског парламентаризма“. Неки су тврдили да је ово почетак развоја авангардизма као хијерархијске партијске елите која контролише друштво, што је резултирало расколом између анархизма и марксизма и лењинистичког комунизма који је преузео доминантну позицију током већег дела 20. века, искључујући ривалске социјалистичке струје.
Други комунисти и марксисти, посебно социјалдемократе који су фаворизовали развој либералне демократије као предуслова за социјализам, били су критични према бољшевицима од почетка због тога што се Русија сматрала превише заосталом за социјалистичку револуцију. Саветодавни комунизам и леви комунизам, инспирисани Немачком револуцијом 1918–1919 и широким пролетерским револуционарним таласом, настали су као одговор на развој догађаја у Русији и критични су према самопроглашеним уставно социјалистичким државама. Неке левичарске партије, као што је Социјалистичка партија Велике Британије, хвалиле су се да су називале бољшевике, а тиме и оне комунистичке државе које су следиле или су биле инспирисане совјетским бољшевичким моделом развоја, државно-капиталистичким крајем 1917, да би током 20. века неколико академика, економиста и других научника користили исти термин, или термин "командна економија". Пре него што је совјетски пут развоја постао познат као социјализам, у односу на теорију о две фазе, комунисти нису правили велику разлику између социјалистичког начина производње и комунизма; он је у складу са раним концептима социјализма у којима закон вредности више не усмерава економску активност и помогао им је да се информишу. Монетарни односи у форми разменске вредности, профита, камата и најамног рада не би функционисали и не би важили за марксистички социјализам.
Док је Јосиф Стаљин изјавио да ће закон вредности и даље важити за социјализам и да је Совјетски Савез био социјалистички према овој новој дефиницији, коју су следили други комунистички лидери, многи други комунисти држе првобитну дефиницију и наводе да комунистичке државе никада нису успоставиле социјализам у овом смислу. Лењин је своју политику описао као државни капитализам, коју је сматрао неопходном за развој социјализма, за коју левичарски критичари кажу да никада није успостављена, док неки марксисти-лењинисти наводе да је успостављена тек током Стаљинове ере и Маоове ере, да би потом постала капиталистичка држава којима владају ревизионисти; други наводе да је маоистичка Кина увек била државно-капиталистичка и подржавају Народну Социјалистичку Републику Албанију као једину социјалистичку државу после Совјетског Савеза под Стаљином, који је први изјавио да је социјализам постигао Уставом Совјетског Савеза из 1936. године.

### Комунистичке државе

#### Совјетски Савез
Ратни комунизам је био први систем који су бољшевици усвојили током руског грађанског рата као резултат многих изазова. Упркос томе што има комунизам у имену, то није имало никакве везе са комунизмом, са строгом дисциплином за раднике, забрањеним штрајковима, обавезним радним обавезама и контролом у војном стилу, а бољшевици су га описали као просту ауторитарну контролу како би одржали власт и контролу у совјетским регионима, а не било какву кохерентну политичку идеологију.
Совјетски Савез је основан 1922. Пре широке забране 1921. у Комунистичкој партији је постојало неколико фракција, међу којима су биле истакнутије лева опозиција, десна опозиција и радничка опозиција, које су расправљале о путу развоја ког треба пратити. Левица и радничка опозиција су биле критичније према државно-капиталистичком развоју, а посебно радничка према бирократизацији и развоју одозго, док је десна опозиција више подржавала државно-капиталистички развој и заговарала Нову економску политику. Следећи Лењинов демократски централизам, лењинистичке партије су биле организоване на хијерархијској основи, са активним ћелијама чланова као широком основом. Били су сачињени само од елитних кадрова које су виши чланови партије одобравали као поуздане и потпуно подложне партијској дисциплини.
Троцкизам је претекао леве комунисте као главну дисидентску комунистичку струју, док су више слободарских комунизама, који датирају из либертаријанске марксистичке струје комунизма савета, остали важни дисидентски комунизми ван Совјетског Савеза.  Велика чистка 1936–1938 била је покушај Јосифа Стаљина да уништи сваку могућу опозицију унутар Комунистичке партије Совјетског Савеза. У московским суђењима, многи стари бољшевици који су играли истакнуте улоге током руске револуције или у Лењиновој совјетској влади након тога, укључујући Лава Камењева, Григорија Зиновјева, Алексеја Рикова и Николаја Бухарина, оптужени су, признали су се кривим за заверу против Совјетског Савеза, и погубљени су.
Разарања у Другом светском рату резултирала су масовним програмом опоравка који је укључивао обнову индустријских постројења, стамбених објеката и транспорта, као и демобилизацију и миграцију милиона војника и цивила. Усред ових превирања током зиме 1946–1947, Совјетски Савез је доживео најгору природну глад у 20. веку. Није било озбиљног противљења Стаљину јер је тајна полиција наставила да шаље могуће осумњичене у гулаг. Односи са Сједињеним Државама и Британијом су из пријатељских постали непријатељски, пошто су осудили Стаљинову политичку контролу над источном Европом и његову блокаду Берлина. 1947. почео је Хладни рат. Сам Стаљин је веровао да је капитализам шупља шкољка и да ће се срушити под повећаним невојним притиском који се врши преко заступника у земљама попут Италије. Он је у великој мери потценио економску снагу Запада и уместо тријумфа видео је како Запад гради савезе који су били дизајнирани да трајно зауставе или обуздају совјетску експанзију. Почетком 1950. Стаљин је дао зелено светло за инвазију Северне Кореје на Јужну Кореју, очекујући кратак рат. Био је запањен када су Американци ушли и победили Севернокорејце, стављајући их скоро на совјетску границу. Стаљин је подржао улазак Кине у Корејски рат, који је Американце вратио на предратне границе, али је ескалирао тензије. Сједињене Државе су одлучиле да мобилишу своју економију за дуго надметање са Совјетима, направиле су хидрогенску бомбу и ојачале НАТО савез који је покривао Западну Европу.
Према Горлицком и Клевнијуку, Стаљинов доследан и најважнији циљ после 1945. био је да консолидује статус суперсиле и, суочен са његовом растућом физичком застарелошћу, да задржи своју власт на власти. Стаљин је створио систем руковођења који је одражавао историјске царистичке стилове патернализма и репресије, али је такође био прилично модеран. На врху, лична лојалност Стаљину се питала за све. Стаљин је такође створио моћне комитете, подигао млађе стручњаке и започео велике институционалне иновације. У зубима прогона, Стаљинови посланици су гајили неформалне норме и међусобно разумевање које је створило темеље за колективну владавину након његове смрти. За већину Западњака и антикомунистичких Руса, Стаљин се у великој мери негативно посматра као масовни убица; за значајан број Руса и Грузијаца сматра се великим државником и државотворцем.

#### Кина
Након грађанског рата у Кини, Мао Цедунг и Кинеска комунистичка партија дошли су на власт 1949. године када је националистичка влада на челу са Куоминтангом побегла на острво Тајван. У периоду 1950–1953, Кина је учествовала у великом, необјављеном рату са Сједињеним Државама, Јужном Корејом и снагама Уједињених нација у Корејском рату. Док је рат завршио у војном застоју, Маоу је дао прилику да идентификује и очисти елементе у Кини који су изгледали као подршка капитализму. У почетку је постојала блиска сарадња са Стаљином, који је послао техничке стручњаке да помогну процесу индустријализације по узору на совјетски модел из 1930-их. Након Стаљинове смрти 1953, односи са Москвом су се погоршали — Мао је мислио да су Стаљинови наследници издали комунистички идеал. Мао је оптужио да је совјетски лидер Никита Хрушчов био вођа "ревизионистичке клике" која се окренула против марксизма и лењинизма и која сада поставља сцену за рестаурацију капитализма. Две нације су биле на врхунцу тензија до 1960, а затим су почеле да склапају савезе са присталицама комуниста широм света, чиме су светски покрет поделили на два непријатељска табора.
Одбацујући совјетски модел брзе урбанизације, Мао Цедунг и његов главни помоћник Денг Сјаопинг покренули су Велики скок напред 1957–1961. са циљем индустријализације Кине преко ноћи, користећи сељачка села као базу, а не велике градове. Приватно власништво над земљом је престало и сељаци су радили у великим колективним фармама којима је сада било наређено да покрену тешку индустрију, као што су челичане. Постројења су грађена на удаљеним локацијама, због недостатка техничких стручњака, менаџера, транспорта или потребних објеката. Индустријализација је пропала, а главни резултат је био нагли неочекивани пад пољопривредне производње, што је довело до масовне глади и милиона мртвих. Године Великог скока напред су у ствари доживеле економску регресију, при чему су од 1958. до 1961. године биле једине године између 1953. и 1983. у којима је кинеска економија забележила негативан раст. Политички економиста Двајт Перкинс тврди: „Огромне количине инвестиција произвеле су само скромно повећање производње или никакво повећање… Укратко, Велики скок је био веома скупа катастрофа.“ Стављен задуженим за спасавање економије, Денг је усвојио прагматичну политику коју идеалистички Мао није волео. Неко време, Мао је био у сенци, али се вратио у центар пажње и очистио Денга и његове савезнике у Културној револуцији (1966–1976).
Културна револуција је била преокрет који је био на мети интелектуалаца и партијских лидера од 1966. до 1976. Маов циљ је био да прочисти комунизам уклањањем прокапиталиста и традиционалиста наметањем маоистичке ортодоксије унутар Комунистичке партије Кине. Покрет је политички парализовао Кину и годинама је ослабио економски, културно и интелектуално. Милиони људи су оптужени, понижени, лишени власти, или затварани, убијани или најчешће послани да раде као пољопривредници. Мао је инсистирао да се они које је назвао ревизионистима уклоне насилном класном борбом. Два најистакнутија милитанта били су маршал Лин Бјао из војске и Маова супруга Јианг Кинг. Кинеска омладина је одговорила на Маов апел формирањем група Црвене гарде широм земље. Покрет се проширио на војску, градске раднике и само руководство Комунистичке партије. То је резултирало раширеним фракцијским борбама у свим сферама живота. У највишем руководству, то је довело до масовне чистке високих званичника који су били оптужени да су кренули „капиталистичким путем“, пре свега Љу Шаоћија и Денг Сјаопинга. Током истог периода, Маов култ личности је порастао до огромних размера. Након Маове смрти 1976. године, преживели су рехабилитовани и многи су се вратили на власт.
Маова влада је одговорна за огроман број смртних случајева са проценама у распону од 40 до 80 милиона жртава кроз гладовање, прогон, рад у затвору и масовна погубљења. Мао је такође похваљен за трансформацију Кине из полуколоније у водећу светску силу, са веома напредном писменошћу, женским правима, основном здравственом заштитом, основним образовањем и очекиваним животним веком.

### Хладни рат
Након Другог светског рата, појава индустријализованог Совјетског Савеза као суперсиле видела се као претња Западном свету. Марксистичко-лењинистичке владе по узору на Совјетски Савез преузеле су власт уз помоћ Совјетског Савеза у Бугарској, Чехословачкој, Источној Немачкој, Пољској, Мађарској и Румунији. Марксистичко-лењинистичка влада је такође створена под Јосипом Брозом Титом у Југославији; Титова независна политика довела је до расцепа савеза Тита и Стаљина и избацивања Југославије из Коминформа 1948. године, а титоизам је означен као девијационистички облик комунизма. Албанија је такође постала независна марксистичко-лењинистичка држава након албанско-совјетског раскола 1960. као резултат идеолошког сукоба између Енвера Хоџе, стаљинисте, и совјетске владе Никите Хрушчова, који је спровео период дестаљинизације и поново приступио дипломатским односима са Југославијом 1976.
Комунистичка партија Кине, на челу са Мао Цедунгом, основала је Народну Републику Кину, која ће следити сопствени идеолошки пут развоја након кинеско-совјетског расцепа. Комунизам је виђен као ривал и претња западном капитализму током већег дела 20. века. У западној Европи, комунистичке партије су биле део неколико послератних влада, а чак и када је Хладни рат приморао многе од тих земаља да их уклоне из власти, као на пример у Италији, оне су остале део либерално-демократског процеса. Такође је било много развоја либертаријанског марксизма, посебно током 1960-их са новом левицом. До 1960-их и 1970-их, многе западне комунистичке партије су критиковале многе акције комунистичких држава, удаљиле се од њих и развиле демократски пут ка социјализму, који је постао познат као еврокомунизам. Овај развој је критиковао више ортодоксних присталица Совјетског Савеза као социјалдемократију.
Од 1957. комунисти су често бирани на власт у индијској држави Керала.
1959. кубански комунистички револуционари збацили су претходну владу Кубе под диктатором Фулхенсијом Батистом. Вођа Кубанске револуције, Фидел Кастро, владао је Кубом од 1959. до 2008.

### Распад Совјетског Савеза
Падом Варшавског пакта након револуција 1989, који је довео до пада већине комунистичких држава бившег Источног блока, Совјетски Савез је распао 26. децембра 1991. То је био резултат декларације број 142-Н Совјетског Савеза, Врховног совјета Совјетског Савеза. Декларацијом је призната независност бивших совјетских република и створена Заједница независних држава, иако ју је пет потписница ратификовало много касније или то уопште није учинило. Претходног дана, совјетски председник Михаил Горбачов (осми и последњи лидер Совјетског Савеза) поднео је оставку, прогласио своју канцеларију угашеном и предао своја овлашћења, укључујући контролу над Чегетом, руском председнику Борису Јељцину. Те вечери у 7:32, совјетска застава је последњи пут спуштена са Кремља и замењена предреволуционарном руском заставом. Претходно, од августа до децембра 1991, све појединачне републике, укључујући и саму Русију, су се отцепиле од уније. Недељу дана пре формалног распада Уније, једанаест република је потписало Протокол из Алма-Ате, формално успостављајући Заједницу независних држава, и прогласило да је Совјетски Савез престао да постоји.

### Пост-совјетски комунизам
Од 2023. године, државе које контролишу марксистичко-лењинистичке партије у оквиру једнопартијског система укључују Народну Републику Кину, Републику Кубу, Лаоску Народну Демократску Републику и Социјалистичку Републику Вијетнам.
Комунистичке партије, или њихове партије потомци, остају политички важне у неколико других земаља. Са распадом Совјетског Савеза и падом комунизма, дошло је до раскола између оних тврдокорних комуниста, који се у медијима понекад називају неостаљинистима, који су остали привржени ортодоксном марксизму-лењинизму, и оних, као што је Левица у Немачкој, који у оквиру либерално-демократског процеса раде на демократском путу ка социјализму; друге владајуће комунистичке партије су се зближиле са демократским социјалистичким и социјалдемократским партијама. Изван комунистичких држава, реформисане комунистичке партије су предводиле или биле део левичарских влада или регионалних коалиција, укључујући и бивши Источни блок. У Непалу, комунисти (CPN UML и Непалска комунистичка партија) били су део Прве непалске уставотворне скупштине, која је укинула монархију 2008. и претворила земљу у федералну либерално-демократску републику и демократски делила власт са другим комунистима, марксистичким – лењинистима и маоистима (CPN маоисти), социјалдемократама (непалски конгрес) и другима као делу њихове Народне вишепартијске демократије. Комунистичка партија Руске Федерације има неке присталице, али је реформистичка, а не револуционарна, са циљем да умањи неједнакости руске тржишне економије.
Кинеске економске реформе започете су 1978. године под вођством Денга Сјаопинга и од тада Кина успева да смањи стопу сиромаштва са 53% у Маоовој ери на само 8% 2001. године. Након губитка совјетских субвенција и подршке, Вијетнам и Куба су привукле више страних инвестиција у своје земље, а њихове економије су постале тржишно оријентисане. Северна Кореја, последња комунистичка земља која још увек практикује комунизам совјетског стила, истовремено је репресивна и изолационистичка.

## Теорија
Комунистичка политичка мисао и теорија су различите, али деле неколико кључних елемената. Доминантни облици комунизма су засновани на марксизму или лењинизму, али постоје и немарксистичке верзије комунизма, као што су анархокомунизам и хришћански комунизам, који су и даље делимично под утицајем марксистичких теорија, као што су слободарски марксизам и хуманистички марксизам. Заједнички елементи укључују теоретизам, не идеологизам, идентификацију политичких партија не по идеологији, већ према класним и економским интересима и идентификацију са пролетаријатом. Према комунистима, пролетаријат може да избегне масовну незапосленост само ако се збаци капитализам; краткорочно гледано, државно оријентисани комунисти фаворизују државно власништво над командним висинама економије као средство за одбрану пролетаријата од капиталистичког притиска. Неки комунисти се разликују од других марксиста у томе што виде сељаке и ситне власнике имовине као могуће савезнике у њиховом циљу да скрате укидање капитализма.
За лењинистички комунизам, такви циљеви, укључујући краткорочне пролетерске интересе да побољшају своје политичке и материјалне услове, могу се постићи само кроз авангардизам, елитистички облик социјализма који се ослања на теоријску анализу да би идентификовао пролетерске интересе, а не на консултације са самим пролетерима, како то заговарају слободарски комунисти. Када се ангажују на изборима, главни задатак лењинистичких комуниста је да образују бираче о ономе што се сматра њиховим правим интересима, а не као одговор на изражавање интереса од стране самих бирача. Када су стекли контролу над државом, главни задатак лењинистичких комуниста је био да спрече друге политичке партије да преваре пролетаријат, као што је кандидовање сопствених независних кандидата. Овај авангардистички приступ долази из њихове привржености демократском централизму у којем комунисти могу бити само кадрови, односно чланови партије који су професионални револуционари са пуним радним временом, како је то замислио Владимир Лењин.

### Марксизам
Марксизам је метод социоекономске анализе који користи материјалистичко тумачење историјског развоја, познатије као историјски материјализам, за разумевање друштвених класних односа и друштвених сукоба и дијалектичку перспективу за сагледавање друштвене трансформације. Потиче из дела немачких филозофа Карла Маркса и Фридриха Енгелса из 19. века. Како се марксизам временом развио у различите гране и школе мишљења, не постоји јединствена, дефинитивна марксистичка теорија. Марксизам себе сматра оличењем научног социјализма, али не моделира идеално друштво засновано на дизајну интелектуалаца, при чему се комунизам посматра као стање ствари које треба успоставити на основу било каквог интелигентног дизајна; радије, то је неидеалистички покушај разумевања материјалне историје и друштва, при чему је комунизам израз стварног покрета, са параметрима који су изведени из стварног живота.
Према марксистичкој теорији, класни сукоб настаје у капиталистичким друштвима због противречности између материјалних интереса потлаченог и експлоатисаног пролетаријата – класе најамних радника запослених да производе добра и услуге – и буржоазије – владајуће класе која поседује средства за производњу. и извлачи своје богатство присвајањем вишка производа који производи пролетаријат у виду профита. Ова класна борба која се обично изражава као побуна производних снага једног друштва против његових производних односа, резултира периодом краткорочних криза јер се буржоазија бори да управља све интензивнијим отуђењем рада које доживљава пролетаријат, иако у различитим степенима. класне свести. У периодима дубоке кризе, отпор потлачених може кулминирати пролетерском револуцијом која, ако победи, води успостављању социјалистичког начина производње заснованог на друштвеном власништву над средствима за производњу, „Сваком према његовом доприносу“, и производњу за употребу. Како су производне снаге наставиле да напредују, комунистичко друштво, односно бескласно, бездржавно, хумано друштво засновано на заједничкој својини, следи максиму „Од сваког према способностима, сваком према потребама“.
Иако потиче из дела Маркса и Енгелса, марксизам се развио у много различитих грана и школа мишљења, што је резултирало да сада не постоји јединствена дефинитивна марксистичка теорија. Различите марксистичке школе стављају већи нагласак на одређене аспекте класичног марксизма док одбацују или модификују друге аспекте. Многе школе мишљења су настојале да комбинују марксистичке концепте и немарксовске концепте, што је онда довело до контрадикторних закључака. Постоји покрет ка признању да историјски материјализам и дијалектички материјализам остају фундаментални аспекти свих марксистичких школа мишљења. Марксизам-лењинизам и његови изданци су најпознатији од њих и били су покретачка снага у међународним односима током већег дела 20.
Класични марксизам је економске, филозофске и социолошке теорије које су изложили Маркс и Енгелс у супротности са каснијим развојем марксизма, посебно лењинизма и марксизма-лењинизма. Ортодоксни марксизам је тело марксистичке мисли која је настала после Марксове смрти и која је постала званична филозофија социјалистичког покрета какав је био заступљен у Другој интернационали до Првог светског рата 1914. Ортодоксни марксизам има за циљ да поједностави, кодификује и систематизује марксистички метод, а теорија разјашњавањем уочених нејасноћа и контрадикторности класичног марксизма. Филозофија ортодоксног марксизма укључује схватање да је материјални развој (напредак технологије у производним снагама) примарни агенс промене у структури друштва и људских друштвених односа и да друштвени системи и њихови односи (нпр. феудализам, капитализам и тако даље) постају контрадикторне и неефикасне како се производне снаге развијају, што резултира неким обликом друштвене револуције која настаје као одговор на растуће контрадикције. Ова револуционарна промена је покретач фундаменталних промена у целом друштву и на крају доводи до појаве нових економских система. Као термин, ортодоксни марксизам представља методе историјског материјализма и дијалектичког материјализма, а не нормативне аспекте инхерентне класичном марксизму, не подразумевајући догматску приврженост резултатима Марксових истраживања.

#### Концепти марксизма

##### Класна борба и историјски материјализам
У корену марксизма је историјски материјализам, материјалистичка концепција историје која сматра да је кључна карактеристика економских система кроз историју био начин производње и да је промена између начина производње покренута класном борбом. Према овој анализи, индустријска револуција је увела свет у нови капиталистички начин производње. Пре капитализма, одређене радничке класе су имале власништво над инструментима коришћеним у производњи; међутим, пошто је машинерија била много ефикаснија, ова имовина је постала безвредна и масовна већина радника могла је да преживи само продајући свој рад да би искористила туђу машинерију и да би неко други профитирао. Сходно томе, капитализам је поделио свет између две главне класе, пролетаријата и буржоазије. Ове класе су директно антагонистичке јер ове друге поседују приватно власништво над средствима за производњу, зарађујући профит преко вишка вредности коју ствара пролетаријат, који нема власништво над средствима за производњу и стога нема друге опције осим да прода свој рад буржоазији.
Према материјалистичкој концепцији историје, захваљујући унапређењу сопствених материјалних интереса, растућа буржоазија унутар феудализма заузела је власт и укинула, од свих односа приватне својине, само феудалну привилегију, чиме је укинула феудалну владајућу класу. Ово је био још један кључни елемент који стоји иза консолидације капитализма као новог начина производње, коначног израза класних и имовинских односа који је довео до масовне експанзије производње. Само у капитализму приватна својина сама по себи може бити укинута. Тако и пролетаријат, када би заузео политичку моћ, може да укине буржоаску својину кроз заједничко власништво над средствима за производњу, а тиме и буржоазију, на крају укинувши и сам пролетаријат и тако увео свет у комунизам као нови начин производње. Између капитализма и комунизма налази се диктатура пролетаријата; то је пораз буржоаске државе, али још не и капиталистичког начина производње, а уједно и једини елемент који у сферу могућности прелази са овог начина производње. Ова диктатура, заснована на моделу Париске комуне, да буде најдемократскија држава у којој се цела јавна власт бира и опозива на основу општег права гласа.

##### Критика политичке економије
Критика политичке економије је облик друштвене критике која одбацује различите друштвене категорије и структуре које чине мејнстрим дискурс о облицима и модалитетима алокације ресурса и расподеле прихода у економији. Комунисти, као што су Маркс и Енгелс, описују се као истакнути критичари политичке економије. Критика одбацује употребу од стране економиста онога што њени заговорници верују да су нереални аксиоми, погрешне историјске претпоставке и нормативна употреба различитих дескриптивних наратива. Они одбацују оно што описују као тенденцију мејнстрим економиста да привреду поставе као априорну друштвену категорију. Они који се баве критиком економије склони су да одбаце став да се економија и њене категорије треба схватити као нешто трансисторијско. Сматра се само једним од многих типова историјски специфичних начина расподеле ресурса. Они тврде да је то релативно нов начин дистрибуције ресурса, који се појавио заједно са модерношћу.
Критичари економије критикују дати статус саме привреде, а немају за циљ стварање теорија о томе како управљати економијама. Критичари економије обично посматрају оно што се најчешће назива економијом као снопове метафизичких концепата, као и друштвених и нормативних пракси, а не као резултат било каквих самоочигледних или прокламованих економских закона. Они такође имају тенденцију да ставове који су уобичајени у области економије сматрају погрешним или једноставно псеудонауком. У 21. веку постоји више критика политичке економије; оно што им је заједничко је критика онога што критичари политичке економије имају тенденцију да посматрају као догму, односно тврдње о економији као неопходној и трансисторијској друштвеној категорији.

##### Марксистичка економија
Марксистичка економија и њени заговорници виде капитализам као економски неодржив и неспособан да побољша животни стандард становништва због потребе да надокнади пад профитне стопе смањењем плата запослених, социјалним бенефицијама и спровођењем војне агресије. Комунистички начин производње би наследио капитализам као нови начин производње човечанства кроз радничку револуцију. Према марксистичкој теорији кризе, комунизам није неизбежност већ економска нужност.

##### Социјализација против национализације
Важан концепт у марксизму је социјализација, односно друштвено власништво, насупрот национализацији. Национализација је државно власништво над имовином, док је социјализација контрола и управљање имовином од стране друштва. Марксизам ово  сматра својим циљем и сматра национализацију тактичким питањем, пошто је државна својина још увек у домену капиталистичког начина производње. По речима Фридриха Енгелса, „трансформација… у државно власништво не укида капиталистичку природу производних снага… Државно власништво над производним снагама није решење сукоба, већ прикривено и у оквиру њега су технички услови који чине елементе тог решења“. Ово је навело марксистичке групе и тенденције које критикују совјетски модел да државе засноване на национализацији, као што је Совјетски Савез, етикетирају као државно капиталистичке, што такође дели неколико научника.

### Демократија у марксизму
У марксистичкој теорији, ново демократско друштво ће настати кроз организоване акције међународне радничке класе, дајући право целокупној популацији и ослобађајући људе да делују без обавеза тржишта рада. Било би мало, ако и уопште било потребе за државом, чији је циљ био да спроведе отуђење рада. Карл Маркс и Фридрих Енгелс су у Комунистичком манифесту и каснијим делима изјавили да је „први корак у револуцији радничке класе подизање пролетаријата на положај владајуће класе, победа у борби за демократију“ и опште право гласа, „један од првих и најважнијих задатака борбеног пролетаријата“.
Као што је Маркс написао у својој Критици Готског програма, „између капиталистичког и комунистичког друштва лежи период револуционарног преображаја једног у друго. Томе одговара и политички прелазни период у којем држава не може бити ништа друго до Револуционарна диктатура пролетаријата". Он је дозволио могућност мирне транзиције у неким земљама са јаким демократским институционалним структурама (као што су Британија, САД и Холандија), али је сугерисао да се у другим земљама у којима радници не могу да „остваре свој циљ мирним средствима” „полуга наше револуције мора бити сила“, наводећи да је радни народ имао право на побуну ако му је ускраћено политичко изражавање. У одговору на питање "Какав ће бити ток ове револуције?" у Принципима комунизма, Фридрих Енгелс је написао:
Пре свега, успоставиће се демократски устав, а преко тога директна или индиректна доминација пролетаријата.— Фридрих Енгелс, Принципи комунизма
Док марксисти предлажу да се буржоаска држава замени пролетерском полудржавом револуцијом (диктатура пролетаријата), која би на крају нестала, анархисти упозоравају да се држава мора укинути заједно са капитализмом. Ипак, жељени крајњи резултати, апатридско, комунално друштво, су исти.

### Лењинизам
Желимо да постигнемо нови и бољи поредак друштва: у овом новом и бољем друштву не сме бити ни богатих ни сиромашних; сви ће морати да раде. Не шачица богатих људи, али сви радници морају уживати у плодовима свог заједничког рада. Машине и друга побољшања морају служити да олакшају рад свима, а не да омогуће неколицини да се обогате на рачун милиона и десетина милиона људи. Ово ново и боље друштво се зове социјалистичко друштво. Учења о овом друштву се називају „социјализам“.

Владимир Лењин, „Сеоској сиротињи“ (1903)
Лењинизам је политичка идеологија коју је развио руски марксистички револуционар Владимир Лењин и која предлаже успостављање диктатуре пролетаријата, на челу са револуционарном авангардном партијом, као политички увод у успостављање комунизма. Функција лењинистичке авангардне партије је да радничкој класи обезбеди политичку свест (образовање и организација) и револуционарно вођство неопходно за свргавање капитализма у Руском царству (1721–1917).
Лењинистичко револуционарно вођство је засновано на Комунистичком манифесту (1848), који идентификује Комунистичку партију као „најнапреднији и најодлучнији део партија радничке класе сваке земље; онај део који гура напред све остале“. Као авангардна партија, бољшевици су посматрали историју кроз теоријски оквир дијалектичког материјализма, који је санкционисао политичку посвећеност успешном рушењу капитализма, а затим успостављању социјализма; и као револуционарна национална влада свим средствима остварити друштвено-економску транзицију.

#### Марксизам-лењинизам
Марксизам-лењинизам је политичка идеологија коју је развио Јосиф Стаљин. Према његовим заговорницима, заснива се на марксизму и лењинизму. Описује специфичну политичку идеологију коју је Стаљин имплементирао у Комунистичкој партији Совјетског Савеза иу Коминтерни на глобалном нивоу. Не постоји дефинитивна сагласност између историчара о томе да ли је Стаљин заиста следио принципе Маркса и Лењина. Такође садржи аспекте који су по некима одступања од марксизма као што је социјализам у једној земљи. Марксизам–лењинизам је била званична идеологија комунистичких партија 20. века (укључујући троцкистичке), а развијена је након Лењинове смрти; његова три принципа била су дијалектички материјализам, водећа улога Комунистичке партије кроз демократски централизам и планска економија са индустријализацијом и пољопривредном колективизацијом. Марксизам-лењинизам доводи у заблуду јер Маркс и Лењин никада нису одобрили нити подржали стварање -изма после њих, а открива јер је популаризован након Лењинове смрти од стране Стаљина, садржао та три доктринарна и институционализована принципа који су постали модел за каснији совјетски -типски режими; његов глобални утицај, који је на свом врхунцу покривао најмање једну трећину светске популације, учинио је марксистичко-лењинистичком погодном етикетом за комунистички блок као динамичан идеолошки поредак.
Током Хладног рата, марксизам-лењинизам је био идеологија најјасније видљивог комунистичког покрета и најистакнутија идеологија повезана са комунизмом. Социјалфашизам је био теорија коју су подржавале Коминтерна и придружене комунистичке партије током раних 1930-их, која је сматрала да је социјалдемократија варијанта фашизма јер је стајала на путу диктатуре пролетаријата, поред заједничког корпоративног економског модела. У то време, лидери Коминтерне, као што су Стаљин и Раџани Палм Дат, изјавили су да је капиталистичко друштво ушло у Трећи период у коме је револуција пролетаријата неизбежна, али да је могу спречити социјалдемократе и друге фашистичке снаге. Термин социјалфашиста је пејоративно коришћен за описивање социјалдемократских партија, антикоминтерновских и прогресивних социјалистичких партија и неистомишљеника унутар огранака Коминтерне током међуратног периода. Теорију социјалфашизма је гласно заступала Комунистичка партија Немачке, коју је у великој мери контролисало и финансирало совјетско руководство од 1928.
У оквиру марксизма-лењинизма, антиревизионизам је позиција која се појавила 1950-их у супротности са реформама и Хрушчовском отапањем совјетског лидера Никите Хрушчова. Тамо где је Хрушчов следио тумачење које се разликовало од Стаљина, антиревизионисти унутар међународног комунистичког покрета остали су посвећени Стаљиновом идеолошком наслеђу и критиковали су Совјетски Савез под Хрушчовом и његове наследнике као државног капиталисте и социјалног империјалиста због његових нада да ће постићи мир са Америка. Термин стаљинизам се такође користи да опише ове позиције, али га често не користе његове присталице који сматрају да је Стаљин практиковао ортодоксни марксизам и лењинизам. Пошто различити политички трендови прате историјске корене ревизионизма до различитих епоха и лидера, данас постоје значајна неслагања око тога шта чини антиревизионизам. Модерне групе које себе описују као антиревизионистичке спадају у неколико категорија. Неки подржавају дела Стаљина и Мао Цедунга, а неки Стаљинова дела док одбацују Маоа и универзално се супротстављају троцкизму. Други одбацују и Стаљина и Маоа, пратећи своје идеолошке корене до Маркса и Лењина. Поред тога, друге групе подржавају различите мање познате историјске вође као што је Енвер Хоџа, који је такође раскинуо са Маом током кинеско-албанског раскола. Социјални империјализам је био израз који је Мао користио да критикује Совјетски Савез након Стаљина. Мао је изјавио да је Совјетски Савез и сам постао империјалистичка сила док је задржао социјалистичку фасаду. Хоџа се сложио са Маом у овој анализи, пре него што је касније употребио израз да осуди и Маову теорију три света.

##### Стаљинизам
Стаљинизам представља Стаљинов стил управљања за разлику од марксизма-лењинизма, друштвено-економског система и политичке идеологије коју је Стаљин имплементирао у Совјетском Савезу, а ком су се касније прилагодиле друге државе на основу идеолошког совјетског модела, као што су централно планирање, национализација и једнопартијска држава, уз јавно власништво над средствима за производњу, убрзану индустријализацију, проактиван развој производних снага друштва (истраживање и развој) и национализоване природне ресурсе. Марксизам-лењинизам је остао након дестаљинизације, док стаљинизам није. У последњим писмима пре смрти, Лењин је упозоравао на опасност од Стаљинове личности и позивао совјетску владу да га смени. Све до смрти Јосифа Стаљина 1953. године, совјетска комунистичка партија је своју идеологију називала марксизам–лењинизам–стаљинизам.
Марксизам-лењинизам је био критикован од стране других комунистичких и марксистичких тенденција, које наводе да марксистичко-лењинистичке државе нису успоставиле социјализам већ државни капитализам. Према марксизму, диктатура пролетаријата представља владавину већине (демократије) пре него једне партије, у мери у којој је суоснивач марксизма, Фридрих Енгелс, описао њен „специфични облик“ као демократску републику. Према Енгелсу, државна својина је сама по себи приватна својина капиталистичке природе, осим ако пролетаријат нема контролу над политичком моћи, у ком случају она чини јавну својину. Да ли је пролетаријат заиста имао контролу над марксистичко-лењинистичким државама, ствар је расправе између марксизма-лењинизма и других комунистичких тенденција. За ове тенденције, марксизам–лењинизам није ни марксизам ни лењинизам, ни унија оба, већ вештачки термин створен да оправда Стаљинову идеолошку дисторзију, наметнуту Комунистичкој партији Совјетског Савеза и Коминтерни. У Совјетском Савезу, ову борбу против марксизма-лењинизма представљао је троцкизам, који себе описује као марксистичку и лењинистичку тенденцију.

##### Троцкизам
Троцкизам, који је развио Лав Троцки у супротности са стаљинизмом, је марксистичка и лењинистичка тенденција која подржава теорију перманентне револуције и светске револуције, а не двостепену теорију и Стаљинов социјализам у једној земљи. Подржао је још једну комунистичку револуцију у Совјетском Савезу и пролетерски интернационализам.
Уместо да представља диктатуру пролетаријата, Троцки је тврдио да је Совјетски Савез постао дегенерисана радничка држава под вођством Стаљина у којој су се класни односи поново појавили у новом облику. Политика Троцког се оштро разликовала од Стаљинове и Маове политике, што је најважније у објављивању потребе за међународном пролетерском револуцијом – пре него социјализмом у једној земљи – и подршком истинској диктатури пролетаријата заснованој на демократским принципима. Борећи се против Стаљина за власт у Совјетском Савезу, Троцки и његове присталице организовали су се у левичарску опозицију, чија је платформа постала позната као троцкизам.
Конкретно, Троцки се залагао за децентрализовани облик економског планирања, масовну совјетску демократизацију, изабрано представљање совјетских социјалистичких партија, тактику уједињеног фронта против крајње десних партија, културну аутономију уметничких покрета, добровољну колективизацију, транзициони програм и социјалистички интернационализам.
Троцки је имао подршку многих партијских интелектуалаца, али је то било у сенци огромног апарата који је укључивао ГПУ и партијске кадрове који су били на располагању Стаљину. Стаљин је на крају успео да преузме контролу над совјетским режимом, а покушаји троцкиста да уклоне Стаљина са власти резултирали су изгнанством Троцког из Совјетског Савеза 1929. Док је био у егзилу, Троцки је наставио своју кампању против Стаљина, оснивајући 1938. Четврту интернационалу, троцкистичког ривала Коминтерни. У августу 1940. Троцки је убијен у Мексико Ситију по Стаљиновом наређењу. Троцкистичке струје укључују ортодоксни троцкизам, трећи табор, посадизам и паблоизам.
Економска платформа планске економије комбинована са аутентичном радничком демократијом, какву је првобитно заступао Троцки, чинила је програм Четврте интернационале и модерног троцкистичког покрета.

##### Маоизам
Маоизам је теорија изведена из учења кинеског политичког вође Мао Цедунга. Развијен од 1950-их до кинеске економске реформе Денг Сјаопинга 1970-их, био је широко примењен као водећа политичка и војна идеологија Комунистичке партије Кине и као теорија која је водила револуционарне покрете широм света. Кључна разлика између маоизма и других облика марксизма-лењинизма је у томе што би сељаци требало да буду бедем револуционарне енергије коју предводи радничка класа. Три уобичајене маоистичке вредности су револуционарни популизам, практичност и дијалектика.
Синтеза марксизма–лењинизма–маоизма, која се заснива на две појединачне теорије као кинеска адаптација марксизма–лењинизма, није се догодила за време Маоовог живота. Након дестаљинизације, марксизам-лењинизам је задржан у Совјетском Савезу, док су одређене антиревизионистичке тенденције попут хоџаизма и маоизма изјавиле да су оне одступиле од свог првобитног концепта. Различите политике су примењиване у Албанији и Кини, које су се све више удаљиле од Совјетског Савеза. Од 1960-их, групе које су себе називале маоистима, или оне које су подржавале маоизам, нису биле уједињене око заједничког схватања маоизма, већ су имале своја посебна тумачења политичких, филозофских, економских и војних дела Маоа. Његови присталице тврде да као јединствена, кохерентна виша фаза марксизма, она није консолидована све до 1980-их, да би се први пут формализовала Сјајним путем 1982. Кроз искуство народног рата који је водила партија, Сјајни пут је био у стању да постављају маоизам као најновији развој марксизма.

#### Еврокомунизам
Еврокомунизам је био ревизионистички тренд 1970-их и 1980-их у оквиру разних западноевропских комунистичких партија, тврдећи да развијају теорију и праксу друштвене трансформације релевантније за њихов регион. Нарочито истакнути у оквиру Комунистичке партије Француске, Комунистичке партије Италије и Комунистичке партије Шпаније, комунисти ове природе настојали су да поткопају утицај Совјетског Савеза и његове Свесавезне комунистичке партије (бољшевика) током Хладног рата. Еврокомунисти су имали тенденцију да имају већу приврженост слободи и демократији од својих марксистичко-лењинистичких колега. Енрико Берлингер, генерални секретар главне италијанске Комунистичке партије, сматран је оцем еврокомунизма.

### Либертаријански марксистички комунизам
Либертаријански марксизам је широк спектар економских и политичких филозофија које наглашавају анти-ауторитарне аспекте марксизма. Ране струје либертаријанског марксизма, познате као леви комунизам, појавиле су се у супротности са марксизмом-лењинизмом и његовим дериватима као што су стаљинизам и маоизам, као и троцкизам. Либертаријански марксизам је такође критичан према реформистичким позицијама попут оних које заузимају социјалдемократе. Либертаријанске марксистичке струје често се ослањају на каснија дела Маркса и Енгелса, посебно на Grundrisse и Грађански рат у Француској, наглашавајући марксистичко веровање у способност радничке класе да кује сопствену судбину без потребе да револуционарна партија или држава посредује или помоћи њеном ослобађању. Заједно са анархизмом, либертаријански марксизам је један од главних деривата либертаријанског социјализма.
Осим левог комунизма, либертаријански марксизам укључује струје као што су аутономизам, комунизација, комунизам савета, де леонизам, Џонсон-Форестова тенденција, летризам, луксембуршки ситуационизам, социјализам или барбаризам, солидарност, Светски социјалистички покрет и радништво, као и делове фројдомарксизма и Нове левице. Штавише, либертаријански марксизам је често имао снажан утицај и на постлевичаре и на социјалне анархисте. Значајни теоретичари либертаријанског марксизма су Антон Панекук, Раја Дунавјескаја, Корнелијус Касторијадис, Морис Бринтон, Даниел Герин и Јанис Варуфакис, који тврди да је и сам Маркс био либертаријански марксиста.

#### Саветодавни комунизам
Саветодавни комунизам је покрет који је настао из Немачке и Холандије 1920-их, чија је примарна организација била Комунистичка радничка партија Немачке. Она се наставља и данас као теоријска и активистичка позиција и унутар либертаријанског марксизма и либертаријанског социјализма. Основни принцип саветодавног комунизма је да владом и привредом треба да управљају раднички савети, који се састоје од делегата изабраних на радним местима и који су опозиви у сваком тренутку. Ови комунисти се противе перципираној ауторитарној и недемократској природи централног планирања и државног социјализма, који се назива државни капитализам, и идеји револуционарне партије, пошто саветодавни комунисти  верују да би револуција коју води партија нужно произвела партијску диктатуру. Саветодавни комунисти  подржавају радничку демократију, произведену кроз федерацију радничких савета.
За разлику од оних социјалдемократије и лењинистичког комунизма, централни аргумент саветодавног комунизма је да су демократски раднички савети који настају у фабрикама и општинама природни облици организација радничке класе и владине моћи. Ово гледиште је у супротности са реформистичком и лењинистичком комунистичком идеологијом, које наглашавају парламентарну и институционалну владу применом друштвених реформи с једне стране, и авангардне партије и партиципативни демократски централизам с друге стране.

#### Леви комунизам
Леви комунизам је низ комунистичких гледишта комунистичке левице, која критикује политичке идеје и праксе које заступа, посебно након низа револуција које су окончале Први светски рат од стране бољшевика и социјалдемократа. Леви комунисти заступају ставове које сматрају аутентичнијим марксистичким и пролетерским од ставова марксизма-лењинизма које је заступала Комунистичка интернационала после свог првог конгреса (март 1919) и током свог другог конгреса (јул–август 1920).
Леви комунисти представљају низ политичких покрета који се разликују од марксистичко-лењиниста, које углавном виде као само лево крило капитала, од анархо-комуниста, од којих неке сматрају интернационалистичким социјалистима, и од разних других револуционарних социјалистичких тенденција, као што су де Леонисти, које они имају тенденцију да виде као интернационалистичке социјалисте само у ограниченим случајевима. Бордигизам је лењинистичка лево-комунистичка струја названа по Амадеу Бордиги, који је описан као „већим лењинистом од Лењина“, а такође је и себе сматрао лењинистом.

### Остали типови комунизма

#### Анархокомунизам
Анархокомунизам је либертаријанска теорија анархизма и комунизма која се залаже за укидање државе, приватне својине и капитализма у корист заједничког власништва над средствима за производњу директне демократије и хоризонталне мреже добровољних удружења и радничких савета са производњом и потрошњом заснованом на водећим принципима „Од сваког према способностима, свакоме према потребама“. Анархокомунизам се разликује од марксизма по томе што одбацује његово гледиште о потреби за фазом државног социјализма пре успостављања комунизма. Петар Кропоткин, главни теоретичар анархокомунизма, изјавио је да револуционарно друштво треба да се „одмах трансформише у комунистичко друштво“, да треба одмах да пређе у оно што је Маркс сматрао „напреднијом, завршеном фазом комунизма“. На тај начин покушава да избегне поновну појаву класних подела и потребу да држава има контролу.
Неки облици анархокомунизма, као што је инсурекционизам, егоистички су и под снажним утицајем радикалног индивидуализма, верујући да анархистички комунизам уопште не захтева комунитарну природу. Већина анархокомуниста гледа на анархистички комунизам као на начин помирења опозиције између појединца и друштва.

#### Хришћански комунизам
Хришћански комунизам је теолошка и политичка теорија заснована на ставу да учења Исуса Христа приморавају хришћане да подрже верски комунизам као идеалан друштвени систем. Иако не постоји универзална сагласност о тачним датумима када су започеле комунистичке идеје и праксе у хришћанству, многи хришћански комунисти наводе да докази из Библије сугеришу да су први хришћани, укључујући апостоле у Новом завету, основали своје мало комунистичко друштво након Исусове смрти и васкрсења.
Многи заговорници хришћанског комунизма наводе да га је учио Исус и да су га практиковали сами апостоли, што је аргумент са којим се историчари и други, укључујући антрополога Романа А. Монтера, сколара попут Ернеста Ренана, и теолози као што су Чарлс Еликот и Доналд Гатри, углавном слажу. Хришћански комунизам ужива одређену подршку у Русији. Руски музичар Јегор Летов је био отворени хришћански комуниста, а у интервјуу из 1995. цитиран је како је рекао: „Комунизам је Царство Божје на Земљи.“

## Критике комунизма
Критиком комунизма бавили су се многи писци и политички активисти као што су дисиденти из совјетског блока Александар Солжењицин и Вацлав Хавел; друштвени теоретичари Хана Арент, Ремон Арон, Ралф Дарендорф, Симор Мартин Липсет и Карл Витфогел; економисти Фридрих Хајек, Лудвиг вон Мисес и Милтон Фридман; историчари и друштвени научници Роберт Конквест, Стефан Куртоа, Ричард Пајпс и Р. Ј. Рамел; антикомунистички левичари Игњацио Силоне, Џорџ Орвел, Сол Алински, Ричард Рајт, Артур Кестлер и Бернар-Анри Леви; књижевница и филозоф Ајн Ранд и филозофи Лешек Колаковски и Карл Попер. Неки, као Куртоа, у својој критици иди тако далеко да све појаве кршења људских права те процењене десетине милиона мртвих током 20. века приписују комунистичким режимима у тим државама. Опет, неки аутори владавину Стаљина, Мао Цедунга и Пола Пота у Совјетском Савезу, Кини и Камбоџи узимају као кључни аргумент против марксизма. Неки од ових критичара бивши су марксисти, па тако Витфогел, на пример, Марксовим концептом “оријенталног деспотизма” објашњава комунистичка друштва као што је Совјетски Савез, док Силоне, Рајт и Кестлер дају запажен допринос књизи Бог који је изневерио (Бог из наслова је сам марксизам).
Директне критике марксизма односе се на радну теорију вредности или на Марксова предвиђања. Међутим, пошто се комунистичке партије ван Варшавског пакта (у западној Европи, Азији, Латинској Америци и Африци) идеолошки значајно разликују, критицизам примењив на једну партију не мора бити релевантан за неку другу.
Готово све комунистичке партије подржавају интервенцију државе са циљем стварања економске једнакости и смањења и/или укидања класног система заснованог на богатству. На филозофском нивоу, комунизму најбоље парира либертаријанизам. Либертаријанисти су доследни противници комунизма и већина њихових критика заснива се на веровању да је интервенција државе смањује финансијску иницијативност и предузимљивост, што резултује немотивисаном, неефикасном и бескорисном радном снагом. Либертаријански социјалисти, с друге стране, заговарају комунизам али се противе интервенцији државе.
Многи истраживачи сматрају да је комунизам био заменска религија односно псеудо-религија, са званично проскрибованим светим списима (писања Маркса и Енгелса) и захтевањем слепе вере од поборника идеологије.
Према академику Василију Крестићу, кроз залагање за идеологију братских односа народа Југославије, изражену у геслу братство и јединство, комунисти су злочин геноцида над Србима поделили на једнаке делове, између починиоца геноцида и жртава, а сваки противник овог наратива је био таргетиран.